# Шуми Марица
Шуми Марица — национальный гимн Болгарии в период с 1886 по 1944 год (официально по 1947 год)
Музыка гимна основана на немецкой народной песне «Wenn die Soldaten durch die Stadt marschieren», которая стала чрезвычайно популярной в Болгарии в середине XIX века благодаря тому, что её часто исполнял первый болгарский оркестр лёгкой музыки, основанный в 1851 году венгерским музыкантом Михаем Шафраньи (ок. 1824—1905). Было предпринято несколько попыток написать для этой музыки текст, самой известной стала версия болгарского педагога Николы Живкова, созданная в 1879 году. Далее текст менялся много раз, последнее изменение было сделано в 1912 году Иваном Вазовым.

## Текст
Шуми Марица окървавена,

плаче вдовица люто ранена!

Шуми Марица окървавена,

плаче вдовица люто ранена!

Припев:

Напред!

Марш, марш, с генерала наш!

В бой да летим, враг да победим!

Напред!

Марш, марш, с генерала наш!

В бой да летим, враг да победим!

Български чеда, цял свят ни гледа.

Хай към победа славна да вървим!

Български чеда, цял свят ни гледа.

Хай към победа славна да вървим!

Припев.

Левът балкански в бой великански

с орди душмански води ни крилат!

Левът балкански в бой великански

с орди душмански води ни крилат!

Припев.

Млади и знойни, в вихрите бойни.

Ний сме достойни лаври да берем!

Млади и знойни, в вихрите бойни.

Ний сме достойни лаври да берем!

Припев.

Ний сме народа, за чест и свобода,

за мила рода който знай да мре!

Ний сме народа, за чест и свобода,

за мила рода който знай да мре!

Припев.
|

## Текст (оригинал)
Шуми Марица окървавена,

плаче вдовица люто ранена!

Шуми Марица окървавена,

плаче вдовица люто ранена!

Припев:

Марш! Марш

с Генераля наш

Раз, два, три

Марш! войници.

Напред да ходим,

войници мили,

Тимок да бордим

Със сички сили-

Припев: .....

Юнака донский

нам йе водител,

с пряпорец лъвский

Вожд победител-

Припев: .....

Вижте деспоти,

генераля наш

чуйте, запейте

Черняева марш-

Припев: .....

Войници храби

след него летят,

порят ваздухът

и громко викат

Припев: .....

С кървав остър меч

Генераля напред

възглавя на сеч!

Гръм огън навред....

Припев: .....

Труба низ гора

За звони напред!

Хей ура, ура!

Ура напред !

Припев:.....